# Sestřelení F-117 (1999)
K sestřelení amerického „neviditelného“ stíhacího letounu F-117 jugoslávskou protivzdušnou obranou došlo 27. března 1999 kolem 20:15 místního času poblíž obce Buđanovci. Pilot letadla byl zachráněn speciálně vycvičeným týmem U.S. Air Force Pararescue o šest hodin později.
Některé kusy trosek letounu jsou uchovány v srbském Muzeu letectví v Bělehradě. Letectvo Spojených států amerických vyřadilo své letouny F-117 v roce 2008.